# Campeonato Paulista de Futebol de 2002
O Campeonato Paulista de Futebol de 2002, também conhecido como Série A1 do Campeonato Paulista de Futebol de 2002, foi a 62.ª edição da principal divisão do futebol de São Paulo organizado pela Federação Paulista de Futebol (FPF). O Ituano sagrou-se campeão da disputa, conquistando seu primeiro título estadual oficial. Já a Matonense foi rebaixada para a Série A2 do ano seguinte. Alex Alves, do Juventus, foi o maior goleador do torneio, com 17 gols.

## História
Em 2002, o Campeonato Paulista de Futebol, que completava seu centenário como competição oficial pioneira do futebol brasileiro, passou por mudanças significativas em seu formato, refletindo discussões mais amplas sobre a legislação do futebol e a organização dos torneios esportivos naquele período. Uma das principais alterações foi a redução do número de participantes, com a ausência dos principais clubes do estado de São Paulo, que optaram por priorizar a participação no Torneio Rio-São Paulo daquela temporada. Com isso, a Série A do Paulista de 2002 não contou com a presença dos chamados "quatro grandes" paulistas – Corinthians, Palmeiras, Santos e São Paulo – nem com outras cinco equipes – Guarani, Paulista, Ponte Preta, Portuguesa e São Caetano – que haviam participado da edição anterior.
Essa mudança fez com que o Campeonato Paulista perdesse parte de seu protagonismo, embora a competição tenha mantido um equilíbrio competitivo entre as equipes do interior. A Série A de 2002 foi realizada no sistema de pontos corridos, com 12 equipes, das quais 10 eram do interior do estado, além da Portuguesa Santista e do Juventus. O vencedor ainda disputaria um torneio adicional contra os três melhores colocados do Torneio Rio-São Paulo para definir o "supercampeão paulista".
A edição de 2002 do Campeonato Paulista foi marcada por um alto nível de equilíbrio entre as equipes. Até a 17ª rodada, seis times haviam ocupado a liderança da competição em algum momento, incluindo União São João, que liderou por mais rodadas, e Ituano, que não havia assumido a primeira posição até então. O Ituano, no entanto, manteve-se consistentemente entre os primeiros colocados, oscilando entre a segunda e a quinta posição. A virada decisiva ocorreu na 18ª rodada, quando o União São João perdeu para o União Barbarense, enquanto o Ituano venceu a Portuguesa Santista por 3 a 0, assumindo a liderança do campeonato.
Na penúltima rodada, o Ituano enfrentou o União São João em um confronto direto pela liderança. Com 37 pontos, o Ituano precisava apenas de um empate para se manter na frente, mas o União São João venceu por 1 a 0, com um gol de Valdo, reduzindo a diferença na tabela. Na última rodada, quatro equipes ainda tinham chances matemáticas de conquistar o título: Ituano, União São João, Rio Branco e Juventus. O Ituano, no entanto, garantiu o título ao vencer o América por 1 a 0, com um gol de Silvinho aos 40 minutos do segundo tempo, enquanto os concorrentes não conseguiram superar a pontuação necessária.

## Classificação final
| Pos | Equipe                     | Pts | J  | V  | E  | D  | GP | GC | SG  | Classificação ou descenso                              |
| --- | -------------------------- | --- | -- | -- | -- | -- | -- | -- | --- | ------------------------------------------------------ |
| 1   | Ituano (C, A)              | 40  | 22 | 11 | 7  | 4  | 39 | 26 | +13 | Campeão e classificado para o Supercampeonato Paulista |
| 2   | União São João             | 39  | 22 | 12 | 3  | 7  | 49 | 35 | +14 |                                                        |
| 3   | Rio Branco                 | 37  | 22 | 10 | 7  | 5  | 37 | 28 | +9  |                                                        |
| 4   | Juventus                   | 37  | 22 | 10 | 7  | 5  | 38 | 34 | +4  |                                                        |
| 5   | Santo André                | 33  | 22 | 9  | 6  | 7  | 28 | 25 | +3  |                                                        |
| 6   | Mogi Mirim                 | 31  | 22 | 8  | 7  | 7  | 33 | 35 | −2  |                                                        |
| 7   | Botafogo de Ribeirão Preto | 30  | 22 | 8  | 6  | 8  | 34 | 37 | −3  |                                                        |
| 8   | Inter de Limeira           | 29  | 22 | 8  | 5  | 9  | 34 | 26 | +8  |                                                        |
| 9   | União Barbarense           | 28  | 22 | 6  | 10 | 6  | 33 | 36 | −3  |                                                        |
| 10  | América de Rio Preto       | 25  | 22 | 7  | 4  | 11 | 37 | 42 | −5  |                                                        |
| 11  | Portuguesa Santista (O)    | 19  | 22 | 5  | 4  | 13 | 29 | 47 | −18 | Playoffs de acesso e descenso                          |
| 12  | Matonense (R)              | 14  | 22 | 3  | 5  | 14 | 29 | 45 | −16 | Rebaixado para a Série A2 de 2003                      |

## Playoffs de acesso e descenso
| Equipe 1 | Total          | Equipe 2            | 1.º jogo | 2.º jogo |
| -------- | -------------- | ------------------- | -------- | -------- |
| Francana | 4–4 (2-3 pen.) | Portuguesa Santista | 2-2      | 2–2      |